# Залха
Залха (рум. Zalha) — село у повіті Селаж в Румунії. Адміністративний центр комуни Залха.
Село розташоване на відстані 365 км на північний захід від Бухареста, 36 км на схід від Залеу, 46 км на північ від Клуж-Напоки.

## Населення
За даними перепису населення 2002 року у селі проживали 377 осіб. Усі жителі села рідною мовою назвали румунську.
Національний склад населення села:
| Національність | Кількість осіб | Відсоток |
| -------------- | -------------- | -------- |
| румуни         | 367            | 97,3%    |
| цигани         | 10             | 2,7%     |